# Plagiohammus olivescens
Plagiohammus olivescens är en skalbaggsart som beskrevs av Dillon 1941. Plagiohammus olivescens ingår i släktet Plagiohammus och familjen långhorningar.
Artens utbredningsområde är Costa Rica. Inga underarter finns listade i Catalogue of Life.